# Jonas Olsson
Jonas Olsson (Landskrona, Švedska, 10. ožujka 1983.) bivđo je švedski nogometaš i nacionalni reprezentativac koji je igrao na poziciji središnjeg braniča.

## Karijera

### Klupska karijera
Olsson je rođen Landskroni te je 2003. debitirao u seniorskoj momčadi lokalnog kluba Landskrona BoIS. Igrao je na pozicijama središnjeg braniča i lijevog beka. Uzor mu je bio švedski reprezentativac Olof Mellberg.
Nakon dvije godine Olsson je prodan u nizozemski NEC Nijmegen za 750.000 eura. Igrajući u Nizozemskoj, Olsson je igrački napredovao te je izjavio da je nizozemski način igranja pomogao razvoju njegove igre.
Povezivalo ga se s nekoliko premijerligaških klubova kao što su: Bolton Wanderers, Middlesbrough, Newcastle United i Everton. Međutim, igrač je 29. kolovoza 2008. prešao u WBA. Iznos transfera je iznosio 800.000 GBP.
Olsson je za novi klub debitirao već 13. rujna 2008. u utakmici protiv West Ham Uniteda a prvi pogodak za klub je postigao u gostujućoj 1:0 pobjedi protiv Middlesbrougha. U svoj prvoj sezoni za novi klub postigao je još dva pogotka (protiv Peterborough Uniteda i Sunderlanda).
Krajem rujna 2009. Olsson je za WBA potpisao novi četverogodišnji ugovor.

### Reprezentativna karijera
Jonas Olsson je bio standardni član švedske reprezentacije do 21 godine za koju je skupio 19 nastupa i postigao jedan gol. Za švedsku seniorsku momčad je debitirao 2010. u utakmici protiv Bjelorusije.

## Privatni život
Tijekom sezone 2010./11. Olsson je potpisao ugovor s kabelskom televizijom Viasat te je švedskim gledateljima putem satelitskog linka ili telefona predstavljao perspektivne igrače u Premier ligi. Tada je iskoristio i mogućnost da promovira svoj West Bromwich Albion u domovini.
Kada ne igra nogomet, Olsson svira gitaru a na njegovj listi interpretacija su Bob Dylan, Nirvana, The Rolling Stones, Oasis, Babyshambles i The Who.
Jonas Olsson je izjavio da jednom kada prestane s aktivnim igranjem nogometa želi postati pravnik i raditi na području ljudskih prava. Igrač je već bio na predavanjima u Švedskoj.
Na prijateljskoj utakmici protiv Hrvatske igranoj u Maksimiru 29. veljače 2012., Švedska je pobijedila domaćina s 3:1. Hrvatska je tijekom utakmice izjadnačila na 1:1 kada je Domagoj Vida dugom loptom htio dodati Oliću pred kaznenim prostorom gostiju, ali je švedski reprezentativac nespretno glavom prebacio loptu preko vratara Isakssona direktno u vlastiti gol.

## Vanjske poveznice
- Profil igrača na MLS Soccer.com  Arhivirana inačica izvorne stranice od 13. siječnja 2011. (Wayback Machine)
- Profil igrača na National Football Teams.com